# Scink smaragdový
Scink smaragdový či dasie smaragdová (Lamprolepis smaragdina) je malý druh ještěra z čeledi scinkovitých. Žije v deštných lesích na Filipínách, Tchaj-wanu a Nové Guineji. Dorůstá délky 25 cm a aktivní je přes den. Zbarvení kůže je smaragdově zelené s hnědým ocasem. Samce od samice lze odlišit díky podle zesíleného kořene ocasu a podle žluté až oranžové zvětšené šupiny na spodu zadních nohou. Je to častý chovaný druh scinka. Samice klade pod kůrou stromů 5–6 vajec.
Na jaře 2024 se v brněnské zoo narodila dvě mláďata dasie smaragdové.